# Âu Dương Hột
Âu Dương Hột (giản thể: 欧阳纥; phồn thể: 歐陽紇; bính âm: Ōuyáng Hé, 538 – 570), tự Phụng Thánh, người Lâm Tương, Trường Sa, Đàm Châu , quan viên, tướng lĩnh nhà Trần vào thời Nam Bắc Triều trong lịch sử Trung Quốc.

## Cuộc đời và sự nghiệp
Hột xuất thân là dòng dõi hào tộc trong quận. Cha là Quảng Châu thứ sử Âu Dương Ngỗi.
Năm Thái Bình thứ 2 (557) nhà Lương, Lĩnh Nam loạn lạc. Thượng thư lệnh Trần Bá Tiên lấy Âu Dương Ngỗi làm Hành Châu thứ sử đi thảo phạt. Ngỗi chưa đến, Hột đã bình định được quận Thủy Hưng. Sau khi Ngỗi đến, tiến vào Quảng Châu, bình xong toàn cõi Lĩnh Nam.
Năm Thiên Gia thứ 4 (563) nhà Trần, Hột tập tước của cha, được phong Dương Sơn quận công, Đô đốc Giao, Quảng... 19 châu chư quân sự, Quảng Châu thứ sử.
Họ Âu Dương ở Quảng Châu hơn 10 năm, ân uy gồm đủ. Từ sau khi Hoa Kiểu làm phản, triều đình đâm ra nghi ngờ ông. Năm Thái Kiến đầu tiên (569) đời Trần Tuyên Đế, Hột được triệu về làm Tả vệ tướng quân. Ông sợ hãi không dám về, bộ hạ khuyên làm phản, ông bèn phát binh tấn công Hành Châu thứ sử Tiền Đạo Tập.
Tháng 10, Chương Chiêu Đạt nhận lệnh thảo phạt, ngày đêm không nghỉ, đến được Thủy Hưng. Hột không kịp trở tay, đưa quân ra đóng ở cửa sông, dùng lồng tre chứa đất đá thả ở mặt ngoài của thủy trại, hòng ngăn thủy quân triều đình. Chiêu Đạt sai binh sĩ ngậm đao lặn xuống, cắt đứt nan tre, đưa thủy quân từ thượng lưu tiến xuống, đột phá tuyến phòng thủ của Hột. Phản quân đại bại, Hột bị bắt sống, giải về Kiến Khang.
Hột bị chém đầu ở chợ, cả nhà đều bị tội, chỉ có con trai nhỏ là Tuân được tha. Âu Dương Tuân về sau là nhà thư pháp nổi tiếng thời Đường.